# Dimorphanthera anchorifera
Dimorphanthera anchorifera är en ljungväxtart som beskrevs av J. J. Smith. Dimorphanthera anchorifera ingår i släktet Dimorphanthera och familjen ljungväxter. Inga underarter finns listade i Catalogue of Life.